# Abgeordnetenhaus (Österreich)

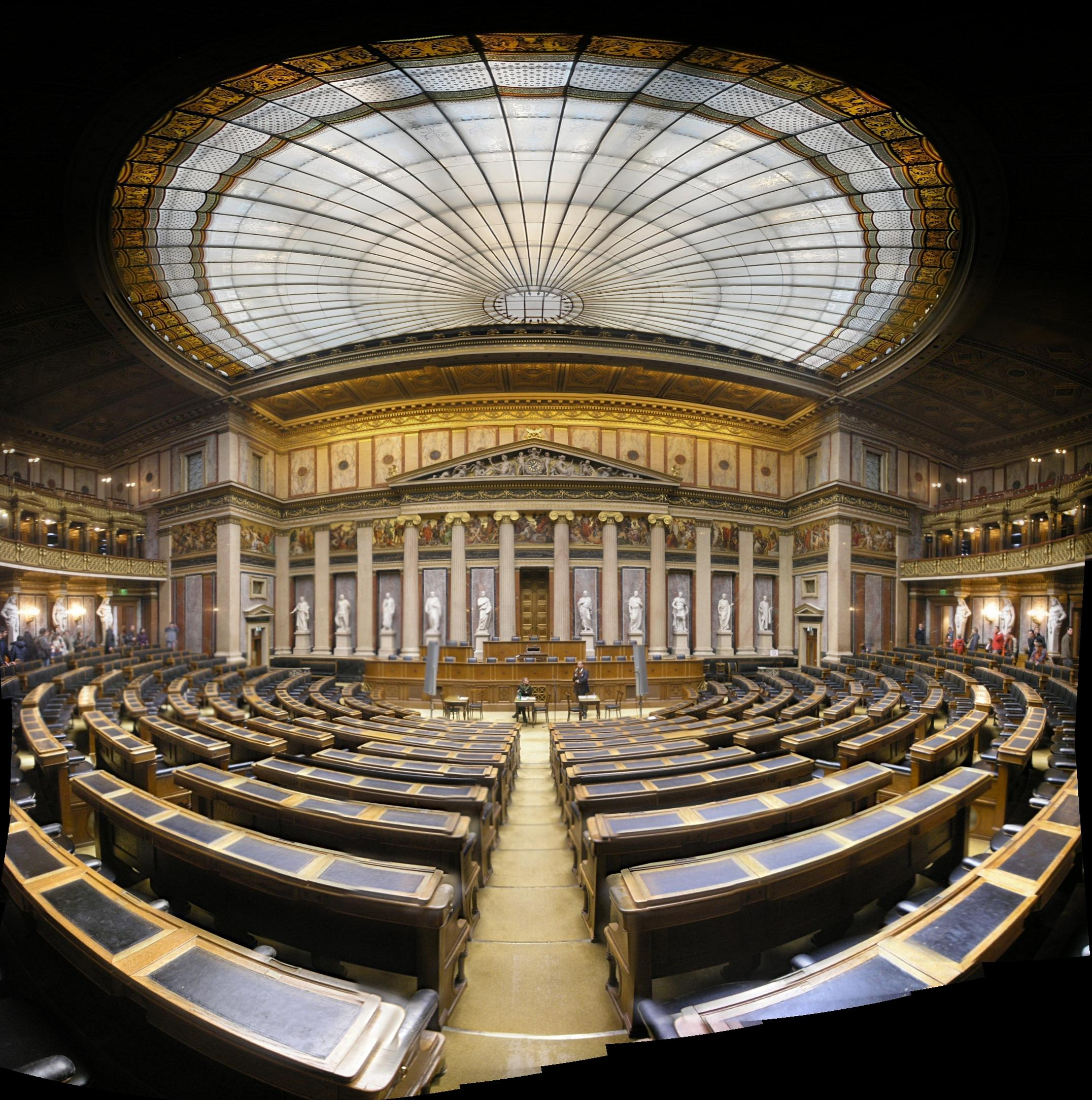
Sitzungssaal des Abgeordnetenhauses 1883–1918

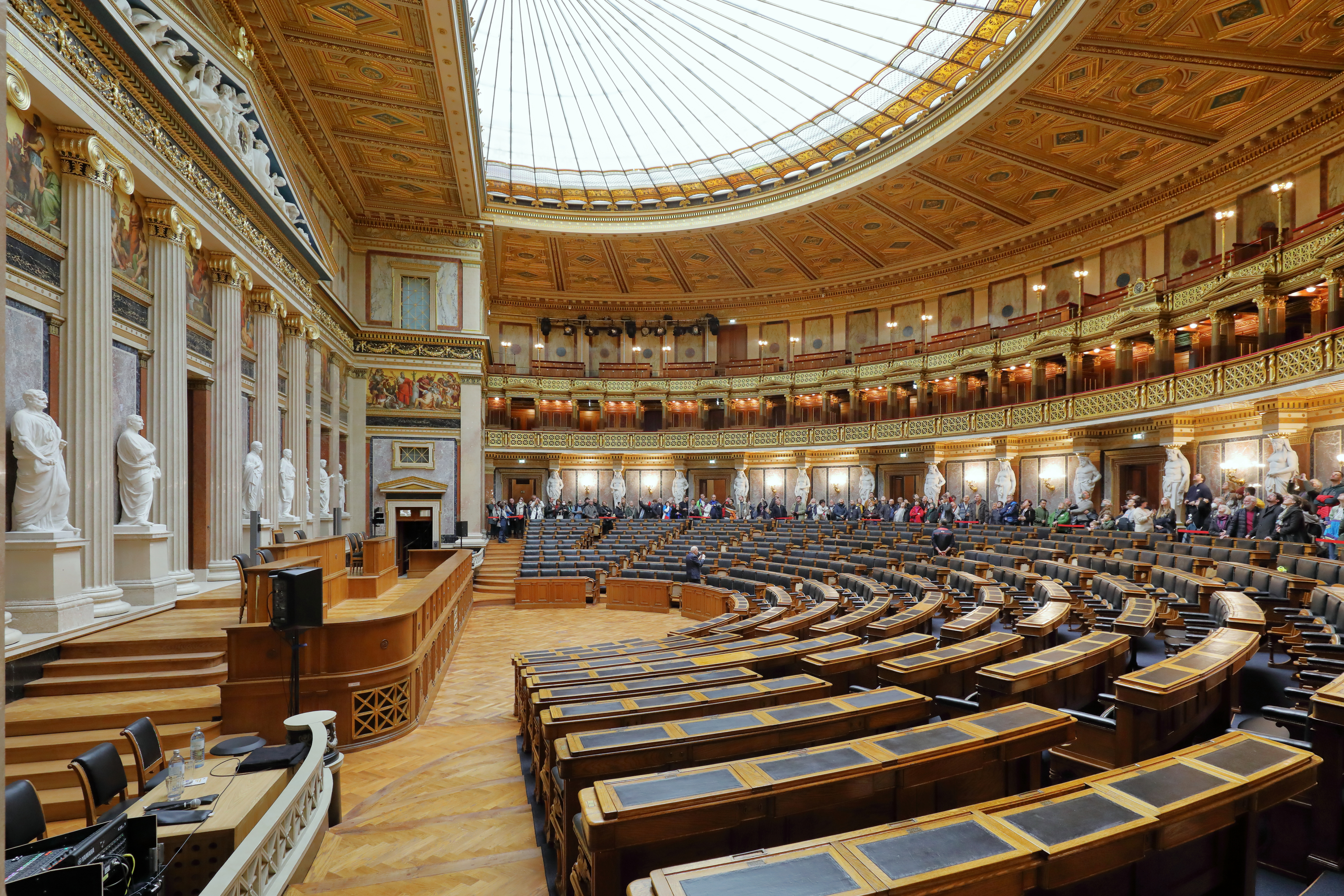
Ehemaliger Sitzungssaal des Abgeordnetenhauses, der aktuell als Bundesversammlungssaal genutzt wird

Das Abgeordnetenhaus war von 1861 bis 1918 das Unterhaus des österreichischen Reichsrates. Als Oberhaus fungierte das Herrenhaus.

## Geschichte

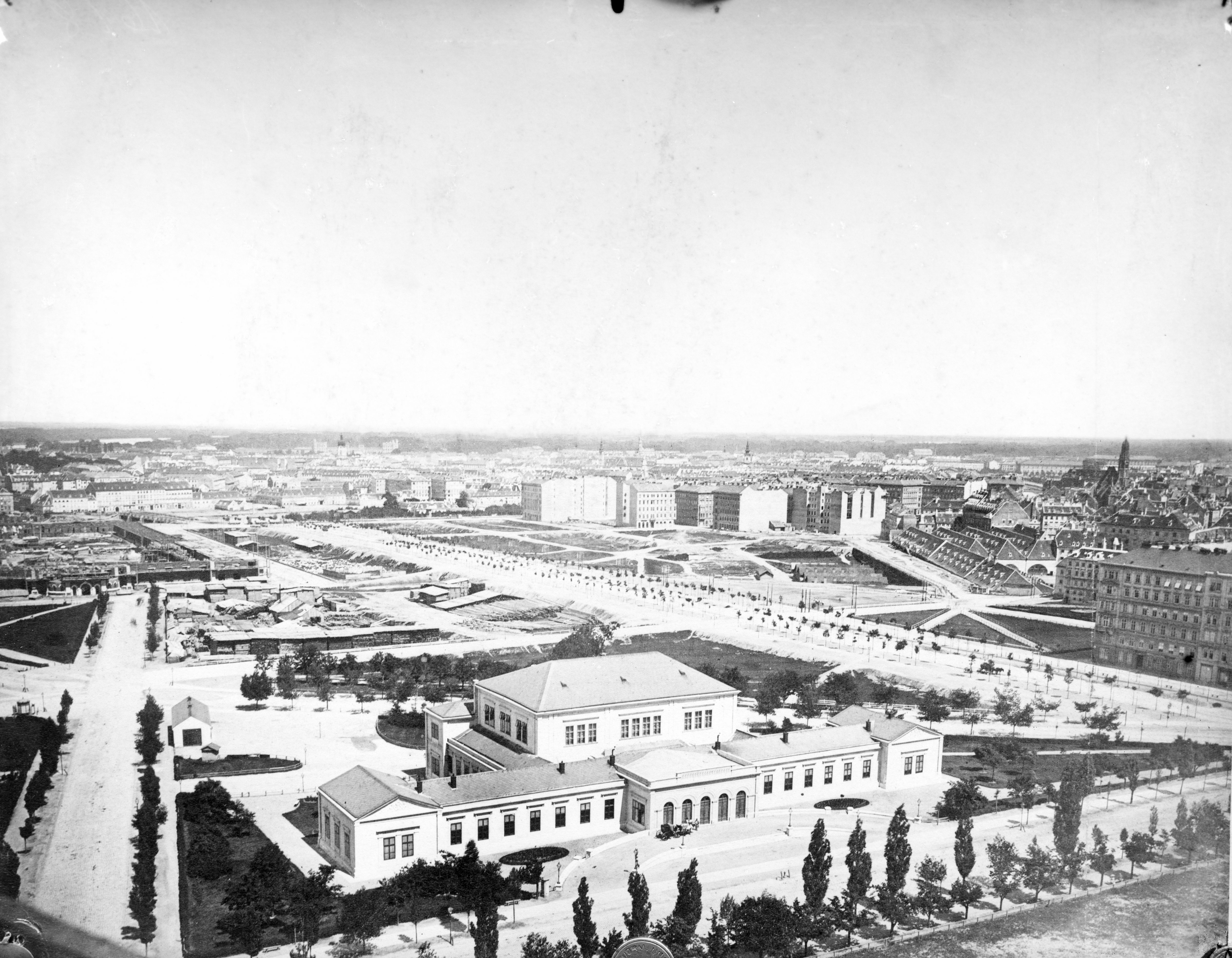
Das provisorische Abgeordnetenhaus in der Währinger Straße in Wien, despektierlich als „Schmerlingtheater“ bezeichnet und 1861–1883 genutzt, im Jahre 1861

Das Abgeordnetenhaus tagte, damals noch für die Gesamtmonarchie zuständig, wie das Herrenhaus zum ersten Mal am 29. April 1861. 1867 wurde die Zahl der von den Landtagen zu entsendenden Abgeordneten in der Dezemberverfassung, die (nach dem so genannten Ausgleich) das Königreich Ungarn nicht mehr betraf, mit 203 festgelegt; davon entfielen 54 auf Böhmen, 38 auf Galizien, Lodomerien und Krakau, 22 auf Mähren und 18 auf Österreich unter der Enns.
Die Sitzungen fanden bis 1883 im provisorischen Gebäude in der Währinger Straße in Wien statt.
Der historische Sitzungssaal des Abgeordnetenhauses im neu erbauten Reichsratsgebäude, der zuletzt für 516 Abgeordnete von der Bukowina bis Dalmatien Platz bot, wurde am 4. Dezember 1883 zum ersten Mal für eine Sitzung genutzt. Heute wird dieser Saal des Parlamentsgebäudes normalerweise nur für die Sitzungen der Bundesversammlung anlässlich der Angelobung des Bundespräsidenten und für andere Staatsakte, bei denen beide Kammern des Parlaments versammelt sind, genutzt.

### Kurienwahlrecht von 1873
1873 wurde die Zahl der Abgeordneten auf Antrag des liberalen Ministeriums Adolf von Auersperg von 203 auf 353 erhöht. Die zuvor jährlich von den Landtagen gewählten Mandatare wurden seit der Wahlreform von 1873 durch direkte Wahlen für eine Wahlperiode von sechs Jahren ermittelt. Dabei galt Kurienwahlrecht. Es bestanden vier Kurien, in die die Wähler nach ihrem Stand und Vermögen eingeordnet wurden. Die Kurie der Großgrundbesitzer umfasste 85 Abgeordnete, die der Handels- und Gewerbekammern 21, Groß- und Mittelbauern (Landgemeinden) wählten 128. Alle anderen in Städten lebenden männlichen Bürger, die mindestens 24 Jahre alt waren und jährlich mindestens 10 Gulden (ab 1882 fünf Gulden) direkte Steuern entrichteten, konnten in der vierten Kurie 118 Abgeordnete wählen. Dies entsprach insgesamt 6 % der erwachsenen Bevölkerung.
Am 14. Juni 1896 wurde die Zahl der Abgeordneten auf 425 erhöht und eine fünfte, allgemeine Wählerklasse eingeführt, in der alle Männer wahlberechtigt waren (siehe unten). Anlässlich der Abschaffung des Kurienwahlrechts wurde die Zahl der Abgeordneten am 21. Jänner 1907 auf 516 erhöht.

### Allgemeines Männerwahlrecht

Das socialdemokratische Wahlcomité für den II. Wahlkreis (Steyr) ruft zu einer Wählerversammlung

Am 10. Oktober 1893 wurde von der k.k. Regierung Eduard Taaffe dem Abgeordnetenhaus ein Gesetzentwurf vorgelegt, der die Abschaffung der vierten Kurie und die Einführung des allgemeinen Wahlrechtes für die dritte Kurie bedeutet hätte. Dies stieß aber bei den meisten Abgeordneten auf entschiedene Gegenwehr, so dass die Wahlrechtsreform nicht zustande kam.
Erfolgreicher war 1896 Ministerpräsident Badeni: Die von ihm durchgesetzte Wahlrechtsreform veränderte den Charakter des Abgeordnetenhauses einschneidend. Es wurde eine fünfte, allgemeine Wählerklasse für alle über 24 Jahre alten männlichen Staatsbürger eingeführt. Die neue Wählerklasse konnte 72 der 425 Mandatare ins Abgeordnetenhaus entsenden. Infolgedessen kam es zu einer tiefgreifenden politischen Umschichtung im Parlament. Die alten konservativen und liberalen Honoratiorenparteien verloren an Bedeutung, die modernen Massenparteien, vor allem Sozialdemokraten und Christlichsoziale, profitierten vom neuen Wahlrecht.
Bei der von Ministerpräsident Paul Gautsch (nach den sozialdemokratischen Großdemonstrationen des Jahres 1905) 1906 eingebrachten und von seinem am 2. Juni 1906 ernannten Nachfolger Max Wladimir von Beck weiter betriebenen Wahlrechtsreform, der letzten der Monarchie, wurden nach vorerst heftigem Widerstand im Herrenhaus (siehe: Parlament und Kaiser) die bisherigen fünf Wählerkurien abgeschafft und das allgemeine, gleiche, geheime und direkte Wahlrecht für alle Männer eingeführt.
Nach dieser neuen Ordnung wurden 1907 516 Abgeordnete gewählt (siehe Reichsratswahl 1907). Davon entfielen 130 auf Böhmen, 106 auf Galizien, 64 auf Österreich unter der Enns und 49 auf Mähren. Die Reichsratswahl 1911 war die letzte mit allgemeinem Männerwahlrecht.
Beide Wahlen verstärkten den Trend zu den neuen Massenparteien: 1907 wurden die Christlichsozialen und 1911 die Sozialdemokraten stärkste Fraktion. Im Sommer 1917 wurde die Mandatsdauer der 1911 gewählten Abgeordneten kriegsbedingt bis Ende 1918 verlängert.
Im Abgeordnetenhaus waren zahlreiche Parteien und Gruppierungen vertreten, weil alle politischen Richtungen bei den einzelnen Nationalitäten Cisleithaniens als Parteien jeweils separat organisiert waren. Die Verhandlungen des Reichsrats waren vielfach von den Auseinandersetzungen der Nationalitäten geprägt. Dabei ging es nicht nur um grundsätzliche Fragen, sondern auch um eine Vielzahl lokaler Konflikte, die nur zwei Nationalitäten betrafen. Unter diesen Bedingungen war eine Mehrheit zur Unterstützung der (nicht vom Vertrauen des Reichsrats abhängigen) Regierung nur sehr schwer zu organisieren. Immer wieder wurde der Reichsrat vom Kaiser auf Vorschlag der Regierung wegen der ausufernden nationalen Konflikte suspendiert.

### Parlament und Regierung
In den Jahren 1867 bis 1879 hatte die Deutschliberale Partei die Mehrheit im Abgeordnetenhaus des Reichsrats. Sie stellte die Regierungen der Ministerpräsidenten Karl Wilhelm Philipp von Auersperg und Adolf Carl Daniel von Auersperg. Mit ihrem Niedergang endete die deutsche Dominanz im Reichsrat.
Die Regierung des Grafen Eduard von Taaffe stützte sich 1879–1893 auf die deutschösterreichischen Klerikalen sowie die tschechischen und polnischen Konservativen. Sie setzte 1882 die Zensusgrenze für die Wahlberechtigung von 10 auf 5 Gulden Steuerleistung pro Jahr herab. Von den radikalen Nationalparteien heftig bekämpft, scheiterte Taaffe am Versuch, ein nahezu allgemeines Wahlrecht einzuführen.
Nach 1893 konnte keine Regierung mehr die ständige Unterstützung der Mehrheit des Abgeordnetenhauses für sich gewinnen.

### Parlament und Kaiser

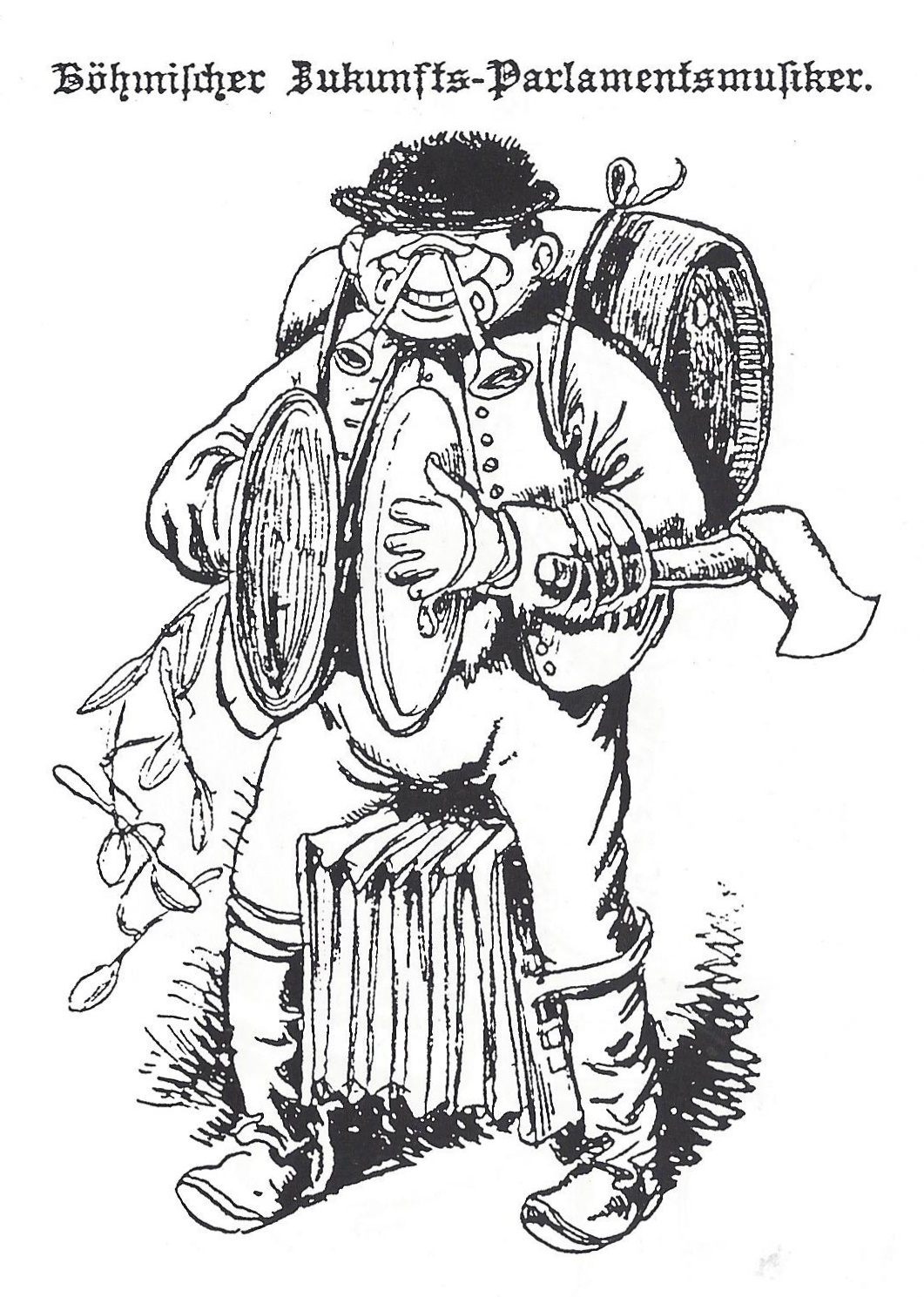
Böhmischer Zukunfts-Parlamentsmusiker (1900)

Kaiser Franz Joseph I., der anfangs absolut regierte, stand dem Parlamentarismus, den er dem erstarkenden Bürgertum zugestehen musste, lange Zeit misstrauisch gegenüber; er hielt sich aber strikt an die von ihm sanktionierte Verfassung. Die schrittweise Ausweitung des Wahlrechts musste dem skeptischen Kaiser im 19. Jahrhundert von den jeweiligen Regierungen mühsam abgerungen werden.
Die immer wieder erlassenen kaiserlichen Entschließungen zur Vertagung des Reichsrates entsprangen nicht absolutistischen Regungen, sondern erfolgten auf Vorschlag der k.k. Regierung, wenn der Reichsrat zu Beratungen und Entscheidungen auf Grund von Obstruktion, meist durch tschechische Abgeordnete aus dem Königreich Böhmen, nicht in der Lage war.
Das Parlamentsgebäude besuchte Franz Joseph nur zweimal, beim Richtfest und bei der Einweihung. Die Thronreden mussten sich die Abgeordneten in der Hofburg anhören. Damit versuchte der Hof die Fiktion aufrechtzuerhalten, der Kaiser sei weiterhin der eigentliche Machthaber, wie dies auch die stereotype Einleitung der beschlossenen Gesetze suggerierte: Mit Zustimmung beider Häuser des Reichsrates finde ich anzuordnen, wie folgt …
Der Kaiser änderte nach der russischen Revolution von 1905 seine Einstellung zum Parlament und betrieb die Einführung des allgemeinen Männerwahlrechts, wie es von der Sozialdemokratie in Großdemonstrationen verlangt wurde, gemeinsam mit seinem Ministerpräsidenten Max Wladimir von Beck aktiv. Thronfolger Franz Ferdinand trat 1906 mit adeligen Großgrundbesitzern dagegen auf und wollte die Reform im Herrenhaus zu Fall bringen. Der Kaiser ließ daraufhin seine beiden Obersthofmeister, Rudolf Fürst Liechtenstein und Alfred Fürst Montenuovo, im Herrenhaus in Couloirgesprächen (offizielle Wortmeldungen konnten in den Stenographischen Protokollen nicht ermittelt werden) für die Reform das Wort ergreifen. Die Wahlrechtsreform trat 1907 in Kraft.
Der auf Vorschlag von Ministerpräsident Karl Graf Stürgkh seit Frühjahr 1914 vertagte Reichsrat war in die Entscheidung zum Krieg nicht eingebunden. Kaiser Karl I., der sein Amt am 21. November 1916 antrat, berief den Reichsrat für 30. Mai 1917 wieder ein und vertagte ihn nicht mehr. Das Abgeordnetenhaus hielt seine letzte Sitzung am 12. November 1918 ab, nachdem der Kaiser am 11. November seinen Verzicht auf jeden Anteil an den Staatsgeschäften erklärt hatte.

## Legislatur

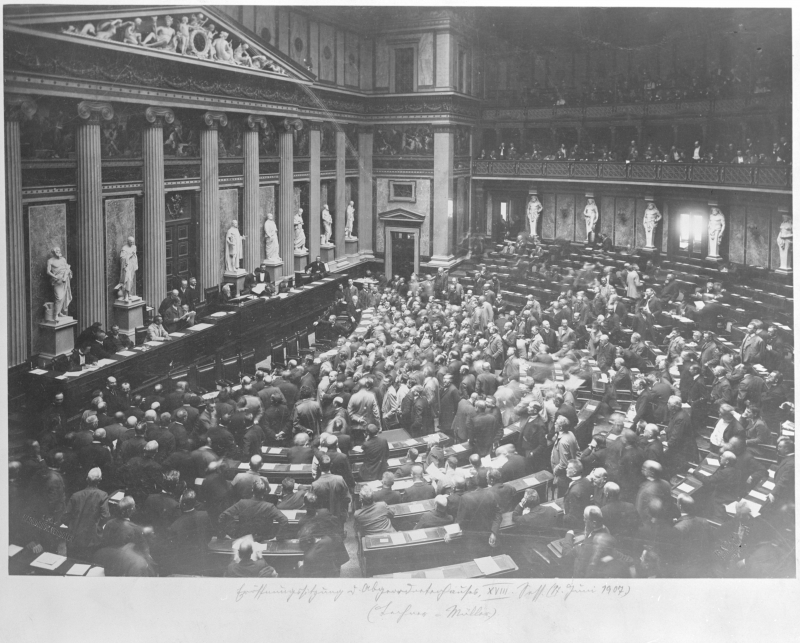
Eröffnungssitzung einer Session des Abgeordnetenhauses 1907

Abgeordnetenhaus und Herrenhaus berieten von 1861 bis 1918 in zwölf Legislaturperioden (LP), die mit den für das Abgeordnetenhaus durchgeführten Reichsratswahlen korrelierten. In diesen Gesetzgebungsperioden fanden Sessionen beider Häuser statt, die, wenn parlamentarisch nicht lösbare Probleme anstanden und die k.k. Regierung nur durch kaiserliche Verordnungen weiterzukommen glaubte, durch Vertagungen des Reichsrats beendet wurden; zuletzt war dies im Frühjahr 1914 der Fall. Die 22 Sessionen wurden von 1861 bis 1918 durchnummeriert. Besonders lang waren mit je einer durchgehenden Session die V. LP (1873–1879), die VI. LP (1879–1885), die VII. LP (1885–1891), die VIII. LP (1891–1897) und die X. LP (1901–1907). Ihnen stehen sehr kurze Legislaturperioden (z. B. III. LP, 1870 / 1871) gegenüber und die IX. Legislaturperiode, die wegen vier Vertagungen des Reichsrats in den drei Jahren 1897–1900 in fünf Sessionen zerfiel. Die Dauer der Sessionen hing jeweils vom Abgeordnetenhaus ab. War dieses vertagt, durfte auch das Herrenhaus nicht zusammentreten.
Gesetze kamen zu Stande, wenn ihnen beide Häuser des Reichsrats zustimmten und der Kaiser seine Sanktion erteilte. Wurde in einem Finanzgesetz oder im Rekrutengesetz (über die Höhe des auszuhebenden Contingentes) zwischen den beiden Häusern des Reichsrats keine Übereinstimmung erzielt, so galt bis 1917 nach § 13 Grundgesetz über die Reichsvertretung von 1867 die kleinere Ziffer als bewilligt. Die Literaturangabe, solche Gesetzesbeschlüsse hätten auch ohne Zustimmung des Herrenhauses in Kraft treten können, ist nur richtig, wenn das Herrenhaus bei einem solchen Gesetz eine größere Zahl beschlossen hatte als das Abgeordnetenhaus. Als allgemeine Regel ist die Angabe irrig. Im Juli 1917 wurde beschlossen, dass bei solchen Divergenzen beider Häuser des Reichsrats ein Vermittlungsausschuss tätig zu werden hatte.
Siehe auch: Liste der Abgeordneten zum Österreichischen Abgeordnetenhaus (XII. Legislaturperiode) 1911–1918

## Präsidium

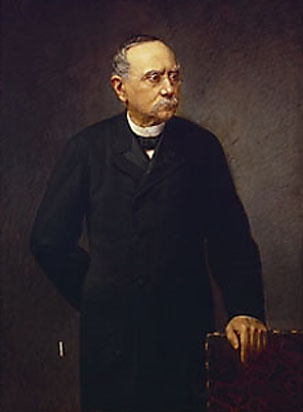
Leopold Hasner Ritter von Artha, Präsident des Abgeordnetenhauses

Präsidenten des Abgeordnetenhauses waren:
- Franz von Hein, 29. April 1861–1863
- Leopold Hasner von Artha, 17. Juni 1863–September 1865
- (unbesetzt, 1865–1867)
- Carl Giskra (Linke), Mai 1867–1868
- Moritz Blagatinschegg von Kaiserfeld (Linke), 1868–1870
- Franz-Xaver Fragner, Freiherr von Hopfen (Linke), 15. September 1870–1873
- Karl Rechbauer (fraktionslos, zuvor Verfassungspartei), 1873–1879
- Franz Coronini-Cronberg (fraktionslos, zuvor Fortschrittsklub), 1879–1881
- Franciszek Smolka (Polenklub), 1881–1893
- Johann Freiherr von Chlumecký (Vereinigte deutsche Linke), 20. März 1893–22. Januar 1897
- Theodor Freiherr von Kathrein (Katholische Volkspartei), 6. April–26. Oktober 1897
- David Ritter von Abrahamowicz (Polenklub), 26. Oktober 1897–26. September 1898
- Viktor von Fuchs (Katholische Volkspartei), 26. September 1898–1901
- Moritz Graf Vetter von der Lilie (fraktionslos), 1901–1907
- Richard Weiskirchner (Christlichsoziale), 1907–1909
- Robert Pattai (Christlichsoziale), 1909–1911
- Julius Sylvester (Deutscher Nationalverband), 1911–1917
- Gustav Groß (Deutscher Nationalverband/Deutschnationale Partei), 30. Mai 1917–12. November 1918

## Sitz
Das Abgeordnetenhaus tagte ursprünglich im sogenannten Schmerlingtheater an der Währinger Straße, während das Herrenhaus sich die ersten 22 Jahre provisorisch im Niederösterreichischen Landhaus an der Herrengasse befand.
Für beide Häuser bestanden Pläne, an der neuen Wiener Ringstraße repräsentative Gebäude zu errichten. Es gab Überlegungen, wieder getrennte Gebäude für die beiden Häuser des Reichsrats zu schaffen; sie wurden zugunsten eines gemeinsamen Bauwerks verworfen. Dem Architekturwettbewerb 1864 folgte 1874–1883 der Bau des k.k. Reichsratsgebäudes am damaligen Franzensring nach dem Entwurf von Theophil Hansen. Eingerichtet wurden der Sitzungssaal und weitere Räumlichkeiten des Abgeordnetenhauses in der nördlichen Hälfte des Reichsratsgebäudes.
Da der Sitzungssaal des Abgeordnetenhauses der größte Versammlungssaal des Gebäudes ist, wird er heute für die Bundesversammlung und besondere Anlässe sowie für kulturelle Veranstaltungen genutzt. Als Sitzungssaal einer der zwei Kammern der Republik fungiert der Saal heute nicht mehr, der Bundesrat trifft sich im Vorzimmer des Herrenhauses, dem heutigen Nationalrat.